# Laëtitia Meignanová
Laëtitia (Lætitia) Meignan, (* 25. června 1960 Paříž, Francie) je bývalá reprezentantka Francie v judu. Je majitelkou bronzové olympijské medaile.

## Sportovní kariéra
Pařížská rodačka patřila do širší francouzské reprezentace od počátku 80. let. Svůj talent však plně rozvinula až na jejich konci. S blížícími se olympijskými hrami v Barceloně byla na vrcholu svých fyzických sil. V roce 1992 obhájila titul mistryně Evropy a do Barcelony odjížděla jako hlavní favoritka na zlatou medaili. Turnajový los k ní však byl nemilosrdný. V prvním kole se utkala s bývalou superstar polotěžké váhy Irene de Kokovou. Ta se vrátila na tatami v olympijském roce a svedla s ní vyrovnaný zápas, který musely rozuzlit rozhodčí (hantei). Rozhodčím se více líbila Nizozemka. Z oprav se jí však podařilo dostat do boje o 3. místo a získala bronzovou olympijskou medaili. Po skončení sportovní kariéry v polovině 90. let se věnovala trenérské práci.

## Výsledky

### Váhové kategorie
| Turnaj             | 1985           | 1986           | 1987           | 1988           | 1989           | 1990           | 1991           | 1992           | 1993           |
| Turnaj             | 25             | 26             | 27             | 28             | 29             | 30             | 31             | 32             | 33             |
| Turnaj             | polotěžká váha | polotěžká váha | polotěžká váha | polotěžká váha | polotěžká váha | polotěžká váha | polotěžká váha | polotěžká váha | polotěžká váha |
| ------------------ | -------------- | -------------- | -------------- | -------------- | -------------- | -------------- | -------------- | -------------- | -------------- |
| Olympijské hry     |                |                |                |                |                |                |                | 3.             |                |
| Mistrovství světa  |                | —              | 5.             |                | —              |                | 3.             |                | 5.             |
| Mistrovství Evropy | —              | 3.             | —              | 3.             | —              | 3.             | 1.             | 1.             | 1.             |

### Bez rozdílu vah
| Turnaj             | 1985 | 1986 | 1987 | 1988 | 1989 | 1990 | 1991 | 1992 | 1993 |
| Turnaj             | 25   | 26   | 27   | 28   | 29   | 30   | 31   | 32   | 33   |
| ------------------ | ---- | ---- | ---- | ---- | ---- | ---- | ---- | ---- | ---- |
| Mistrovství světa  |      | 3.   | —    |      | —    |      | —    |      | —    |
| Mistrovství Evropy | 5.   | —    | 3.   | —    | —    | —    | —    | —    | —    |